# Davis River
Davis River är ett vattendrag i Australien. Det ligger i delstaten Western Australia, omkring 1 300 kilometer nordost om delstatshuvudstaden Perth.
Omgivningarna runt Davis River är i huvudsak ett öppet busklandskap. Trakten runt Davis River är nära nog obefolkad, med mindre än två invånare per kvadratkilometer. Genomsnittlig årsnederbörd är 531 millimeter. Den regnigaste månaden är januari, med i genomsnitt 162 mm nederbörd, och den torraste är augusti, med 1 mm nederbörd.